# Лангсет, Ханс
Ханс Лангсет (14 июля 1846 — 10 ноября 1927) — житель США норвежского происхождения, ставший мировым рекордсменом по длине бороды.
Родился в норвежском городке Эйдсволл, был четвёртым из пяти детей в семье Нильса Ольсена Лангсета и Марты Гульбрандсен; эмигрировал в США в 1867 году. В 1870 году женился на Анне Бернтсен, вместе с которой переехал в городок Кенсетт в Айове. В возрасте 40 лет Анна умерла спустя шесть месяцев после рождения их младшего сына Петера, после чего Ханс с детьми переехал в городок Глиндон в округе Клэй, Миннесота. По состоянию на 1900 год проживал в городке Элктон того же округа и занимался фермерством.
Свою бороду начал отращивать в 19-летнем возрасте, участвуя в некоем конкурсе (при этом неизвестно, выиграл ли он данный конкурс). Впоследствии часто гастролировал по США в составе так называемых «шоу уродов», демонстрируя во время представлений свою бороду. В старости принял решение срезать большую часть бороды и сохранил её.
Последние годы жизни провёл в Барни, Северная Дакота, умер в возрасте 81 года и был похоронен там же; затем его тело перезахоронили на кладбище Элк-Крик-Черч в Кенсетте, Айова. Длина срезанной части его бороды составляла 5,33 м.. В 1967 году она была передана в дар департаменту антропологии Смитсоновского института.